# Phoebe mexicana
Phoebe mexicana là một loài bọ cánh cứng trong họ Cerambycidae.